# Roglit
Roglit (hebrejsky: רוֹגְלִית) byla vesnice typu mošav v Izraeli, v Jeruzalémském distriktu, v Oblastní radě Mate Jehuda, která byla později sloučena se sousední obcí Neve Micha'el.
Ležela v nadmořské výšce cca 350 metrů v zemědělsky využívané pahorkatině Šefela, nedaleko od západního okraje zalesněných svahů Judských hor, v údolí potoka Nachal ha-Ela, 38 kilometrů od břehu Středozemního moře, cca 50 kilometrů jihovýchodně od centra Tel Avivu, cca 25 kilometrů jihozápadně od historického jádra Jeruzalému a 8 kilometrů jižně od Bejt Šemeš. Roglit obývali Židé. Na dopravní síť byla napojena pomocí lokální silnice číslo 367.
Novověké židovské osidlování tohoto regionu začalo po válce za nezávislost tedy po roce 1948, kdy Jeruzalémský koridor ovládla izraelská armáda a kdy došlo k vysídlení většiny zdejší arabské populace. Vznikly zde vedle sebe dvě vesnice: zemědělský mošav Roglit a Neve Micha'el, který byl zpočátku koncipován jako středisková obec pro okolní zemědělské vesnice, ale potřeba existence takového centra kvůli založení několika jiných měst v okolním regionu pominula. Později byly obě sloučeny do jedné administrativní obce.